# فيكتور دافيلا
فيكتور دافيلا (بالإسبانية: Víctor Dávila)‏ هو لاعب كرة قدم تشيلي، ولد في 4 نوفمبر 1997 في إيكويكو في تشيلي. لعب مع هواتشيباتو.

## وصلات خارجية
- فيكتور دافيلا على موقع قاعدة بيانات كرة القدم.إي يو (الإنجليزية)
- فيكتور دافيلا على موقع ناشيونال فوتبول تيمز (الإنجليزية)
- فيكتور دافيلا على موقع Soccerway.com (الإنجليزية)
- فيكتور دافيلا على موقع عالم كرة القدم.نت (الإنجليزية)
- فيكتور دافيلا على موقع AS.com (الإسبانية)